# Synclerostola elegantula
Synclerostola elegantula är en fjärilsart som beskrevs av Köhler 1945. Synclerostola elegantula ingår i släktet Synclerostola och familjen nattflyn. Inga underarter finns listade i Catalogue of Life.